# Banowina Chorwacji
Banowina Chorwacji (chorw. Banovina Hrvatska, serb. Бановина Хрватска) – autonomiczna jednostka administracyjna istniejąca w latach 1939–1941 w Królestwie Jugosławii.
Banowina Chorwacji została utworzona dekretem rządu jugosłowiańskiego pod koniec sierpnia 1939 w wykonaniu postanowień porozumienia Cvetković-Maček z 26 sierpnia 1939. Banowiny jako najwyższe jednostki podziału administracyjnego istniały w Jugosławii już wcześniej, jednak były tylko okręgami administracyjnymi pozbawionymi jakiegokolwiek samorządu. Były również rozmyślnie tworzone i nazwane w oderwaniu od rozmieszczenia poszczególnych narodów i od wcześniejszych granic historycznych.
Banowina Chorwacji różniła się od wcześniejszych banowin w dwóch aspektach. Po pierwsze była obdarzona bardzo szerokim zakresem samorządu. Po drugie została utworzona na zasadzie etnicznej, z terenów historycznej Chorwacji (wraz ze Slawonią i Dalmacją, ale bez dystryktu Dvor nad Uną, Zatoki Kotorskiej, wschodniego Sremu i ziem zajętych wówczas przez Włochy) oraz z zamieszkałych przez Chorwatów terenów Bośni i Hercegowiny. Jej utworzenie oznaczało zerwanie z dotychczasową centralistyczną strukturą Jugosławii. Zostało również powszechnie odczytane jako zapowiedź zamiany Jugosławii w państwo federacyjne – mimo że unitarna struktura pozostałej części Jugosławii pozostała nienaruszona.
W skład Banowiny Chorwacji weszły w całości dotychczasowe banowiny sawska (38 948 km²) i nadmorska (19 614 km²), a nadto kotary (kotari) Brczko, Fojnica i Travnik z banowiny drińskiej (2950 km²), Derventa i Gradačac z banowiny vrbaskiej (1763 km²), Ilok i Šid z banowiny Dunaju (1141 km²) oraz Dubrownik z banowiny zeckiej (1039 km²). Banowina Chorwacji liczyła 65 456 km² powierzchni i 4 024 610 mieszkańców, wśród których 70,1% stanowili Chorwaci, 19,1% – Serbowie, 3,6% – muzułmanie, 7,2% – inne narodowości, wśród których najwięcej było Niemców i Węgrów. Dzieliła się na 99 kotarów i 25 miast. W 81 dystryktach przeważali Chorwaci, w 17 – Serbowie, w jednym – muzułmanie. Siedzibą władz był Zagrzeb.
Ustawa o Banowinie Chorwacji ustanawiała samorząd w enumeratywnie wyliczonych dziedzinach, wszelkie pozostałe kwestie pozostawiając w kompetencji władz centralnych. Samorządem były objęte sprawy gospodarcze, w gestii władz centralnych pozostały kwestie bezpieczeństwa i polityki zagranicznej; w szczególności nie przekazano Banowinie władzy nad wojskiem i żandarmerią. Banowina miała własny sejm (sabor), ban był powoływany przez króla, ale odpowiedzialny przed saborem. Spory między władzami Banowiny a władzami ogólnokrajowymi rozstrzygał ostatecznie sąd konstytucyjny, z siedzibą w Zagrzebiu, ale z sędziami powoływanymi przez króla.
Banowina Chorwacji przestała funkcjonować po rozpadzie państwa jugosłowiańskiego w kwietniu 1941. Jej obszar przejęło Niepodległe Państwo Chorwackie.